# Pietro Cesare Larghi
Pietro Cesare Larghi (Milano, XVII secolo – Milano, 1755) è stato un poeta italiano membro dell'Accademia dei Trasformati e autore di alcuni componimenti spiritosi in dialetto milanese.
Viene ricordato dal più noto Carl'Antonio Tanzi, anch'egli accademico, che gli dedica tali parole nella poesia "In mort del sur segretari Largh e del sur curat Simonetta, Accademegh Trasformaa", ossia "in morte del signor segretario Larghi e del signor curato Simonetta, Accademici Trasformati".
l'era, giust come l'era de cognomm,
largh de spall, largh de panscia, e de cœur largh
in somma on gran bell'omm, on galantomm.
L'ha spes e spans, e l'ha savuu fass largh
l'ha spes quattrin giust come fussen pomm
el s'è faa mangiaa viv del terz e el quart
e no l'è staa mai bon de mett de part»